# Mesoleius dubitator
Mesoleius dubitator là một loài tò vò trong họ Ichneumonidae.